# Amira (insecten)
Amira is een geslacht van vliesvleugeligen uit de familie Encyrtidae. De wetenschappelijke naam van dit geslacht werd in 1913 gepubliceerd door Girault.

## Soorten
- Amira durantae (Risbec, 1959)
- Amira fabrei Girault, 1913
- Amira tarsata (Ashmead, 1905)